# Tế bào gốc tinh trùng

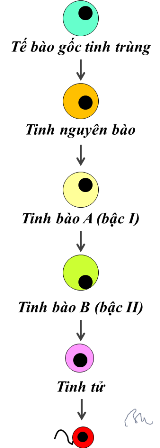
Sơ đồ các bước tạo tinh trùng từ SSC.

Tế bào gốc tinh trùng là một phân nhóm của tế bào sinh tinh trùng chưa chuyên hoá, có khả năng tạo ra tinh trùng ở động vật.
Khái niệm này dịch từ thuật ngữ tiếng Anh: spermatogonial stem cell (viết tắt là SSC), dùng để chỉ tế bào khởi đầu của sự phát sinh tinh trùng (spermatogenesis) ở động vật đực (kể cả người).,  Cũng có thể dịch thuật ngữ trên bằng tên khác là tế bào gốc sinh tinh hoặc tinh nguyên bào gốc.

## Nội dung khái niệm
- Tế bào gốc tinh trùng (SSC) phát triển từ các tế bào mầm đực (male germ cell) có khả năng phân chia và biệt hoá thành tinh trùng.[4]
- Tế bào gốc tinh trùng (SSC) thuộc nhóm tế bào mầm, nên trong những điều kiện nhất định có thể phát sinh ra tế bào gốc, từ đó thành các loại tế bào khác không phải là tế bào sinh dục.

Mặc dù thuật ngữ "spermatogonial stem cell" dịch được ra tiếng Việt, nhưng ở Việt Nam có nhiều cách dịch khác nhau, hơn nữa, đây là thuật ngữ khoa học chuyên ngành, nên trong các tài liệu tiếng Việt chuyên ngành vẫn dùng nguyên gốc tiếng Anh viết tắt là SSC. Để hiểu thêm về SSC, cần biết sơ lược các giai đoạn chính trong sự tạo tinh và các khái niệm theo danh pháp dưới đây.

## Danh pháp
Sự tạo tinh (quá trình phát sinh tinh trùng) của động vật là phức tạp và đa dạng, thuộc trình độ chuyên môn sâu của  Sinh học phát triển. Mục này chỉ giới thiệu sơ lược các danh pháp liên quan để nhập môn.
- Germ Cell (GC) nghĩa là tế bào mầm. Nếu GC phát sinh ra giao tử đực thì gọi là Male Germ Cell (tế bào mầm đực), còn nếu GC phát sinh ra giao tử cái thì gọi là Female Germ Cell (tế bào mầm cái).[5]
- Male Germ Cell (tế bào mầm đực) phát sinh ra tinh trùng, thì gọi là SSC (tế bào gốc tinh trùng).
- SSC phải trải qua sự phát triển (trưởng thành) kết hợp với chuyên hoá qua nhiều giai đoạn, trong đó có cả quá trình điều hoà gen, thì mới phát sinh ra được spermatozoa (tinh trùng).[6], [7]
- Trong tinh hoàn của người và thú bậc cao, thì SSC phát sinh ra spermatogonium (tinh nguyên bào). Spermatogonium (tinh nguyên bào) phát sinh ra spermatogonia A (tinh bào bậc I), gồm 4 kiểu (type) nhưng thực chất là 4 thế hệ kí hiệu từ A1 đến A4 đều sinh ra do nguyên phân. Kiểu A4 (tức thế hệ thứ 4) nguyên phân tạo ra lớp tế bào A trung gian (thế hệ 5) nối nhau bằng cầu nguyên sinh, từ đó nguyên phân tạo ra spermatogonia B (tinh bào bậc II), rồi mới giảm phân sinh ra spermatid (tinh tử hay tiền tinh trùng). Tinh tử biến đổi hình thái tạo thành spermatozoa (tinh trùng).[8] Xem mô tả tóm tắt ở sơ đồ đầu trang và mô tả chi tiết ở trang Sự tạo tinh.

## Đặc điểm
- SSC (tế bào gốc tinh trùng) tạo ra tinh trùng qua quá trình hình thành tinh trùng hay sự tạo tinh.
- SSC không chỉ có khả năng tạo tinh trùng, mà còn có thể được lập trình lại một cách tự nhiên để tạo thành tế bào gốc (ES) ‐ là tế bào đa năng.[9]
- SSC là tế bào gốc trưởng thành duy nhất có thể đóng góp trong quá trình chuyển thông tin di truyền cho thế hệ tiếp theo. Do đó, hiểu biết về các quá trình sinh học của SSC có ý nghĩa quan trọng trong việc tạo ra động vật biến đổi gen.[10]
- Ở người và thú bậc cao, SSC định vị tại lớp biểu mô ở thành trong ống sinh tinh (ống bán nguyệt – seminiferous). Lớp biểu mô này là một quần thể tế bào rất phức tạp nhưng tổ chức chặt chẽ, liên quan với nhau và với nhiều yếu tố kiểm soát và phân hoá SSC, cũng chịu sự kiểm soát của quá trình chết rụng tế bào (apoptosis). SSC là tế bào lưỡng bội, nên trong tương lai, ghép tế bào gốc tinh trùng (SSC transplantation) có thể có ứng dụng thực tế quan trọng.[11]
- Bởi vì SSC có khả năng phân chia nhanh, sự tạo tinh diễn ra gần như liên tục, nên tuy chúng chiếm tỉ lệ rất nhỏ trong nhu mô tinh hoàn của Thú, như ở chuột thì cứ 100 tế bào mầm mới có 3 SSC (tinh nguyên bào gốc), nhưng có thể sinh ra số lượng tinh trùng rất lớn trong đời một cá thể đực.[12]
- SSC hoạt động gần như liên tục trong đời sống mỗi cá thể đực ở lứa tuổi thành thục sinh dục, do đó tổng số tế bào tinh trùng sinh ra trong một đời cá thể là vô cùng lớn. Trong khi ở sự thụ tinh, thì mỗi noãn chỉ tiếp nhận một tinh trùng duy nhất, nên số lượng tinh trùng không tham gia thụ tinh thực sự là con số khổng lồ. Chẳng hạn ở người bình thường: số lượng tinh trùng dao động từ 15 triệu tinh trùng đến 200 triệu tinh trùng trong mỗi mililit (mm3) tinh dịch.[13] Mỗi lần người đàn ông xuất tinh khoảng 5 ml, nhưng chỉ một tinh trùng thụ tinh được với trứng, nghĩa là có lãng phí. Tuy nhiên điều này không thể coi là lãng phí vô ích, bởi vì:

- Trong quá trình tiến hoá, động vật vốn "xuất thân" trong môi trường nước, thụ tinh ngoài. Do đó, giải pháp đơn giản nhất cho vấn đề duy trì được nòi giống là phải sản xuất thật nhiều tinh trùng, nhờ đó mới tăng cơ hội thụ tinh.
- Ngay cả ở các loài động vật trên cạn có thụ tinh trong, thì số lượng khổng lồ này vẫn có ích vì tạo cơ hội cho sự cạnh tranh trong thụ tinh. Bởi thế, sự lãng phí trên là cần thiết và cũng là kết quả của tiến hoá.